# Per-Uno Nilsson
Per-Uno Robert Nilsson, född 29 juli 1922 i Alingsås, död där 8 april 1996, var en svensk målare och tecknare.
Han var son till köpmannen Robert Wiktorin Nilsson och Olga Linnea Wulkan samt från 1958 gift med Inger Dahl. Nilsson studerade konst vid Alingsås målarskola och i Alingsås konstcirkel 1948–1953 med Lennart Åsling som huvudlärare. Han debuterade i en samlingsutställning med Alingsås konstförening 1943 och medverkade därefter i ett flertal samlingsutställningar med Alingsås konstcirkel och Sjuhäradsbygdens konstförening samt i Göteborgs konstförenings Decemberutställningar på Göteborgs konsthall. Tillsammans med Åke Ljungkvist, Olof Grasenius och Torsten Darfors ställde han ut i Alingsås. Hans konst består av stilleben, figurer och landskapsmåleri utfört i olja, akvarell och pastell.